# Warragul
Warragul est une ville de l'État du Victoria, en Australie. Elle est située à 104 km à l'est-sud-est de Melbourne, sur la Princes Highway. Sa population s'élevait à 12 943 habitants en 2006.
Warragul est construite au milieu de collines moutonnantes entre la chaîne Strzelecki au sud et le plateau du mont Baw Baw de la cordillère australienne au nord.
La ville doit son nom à un mot autochtone qui signifie « chien sauvage ».
Warragul est le principal centre de services pour la population de la région Ouest du Gippsland et du Comté Baw Baw. La région est connue pour son élevage laitier et un autre créneau agricole a longtemps été la fabrication de produits gastronomiques.
C'est à Warragul que fut inaugurée officiellement la Princes Highway par le prince de Galles, le futur roi Édouard VIII, le 10 août 1920.
Les habitants de cette localité ont ressenti le tremblement de terre de magnitude 5,2à 5,4 avec des répliques à 3,1, qui secoua le Victoria le 19 juin 2012,.

## Personnalités
- Ernie Barker (1913-1996), cavalier de concours complet, est mort à Warragul ;
- Kathy Watt (1964-), coureuse cycliste, championne olympique.